# Tønder
Tønder (niem. Tondern) – miasto w Danii, w regionie Dania Południowa, siedziba administracyjna gminy Tønder.
Tønder leży w południowo-zachodniej Jutlandii, około 5 km od granicy duńsko-niemieckiej. W okolicy miasta znajduje się największy obszar tzw. madów morskich w Danii. Tønder wyróżnia piękna zabytkowa architektura. Co roku w sierpniu odbywa się tutaj tradycyjny Tønderfestival, na którym króluje muzyka folkowa i jazz. W okresie bożonarodzeniowym atrakcją są świąteczne jarmarki. Życie kulturalne miasta jest bardzo zróżnicowane dzięki ponad 200 stowarzyszeniom, w tym mniejszości niemieckiej.

## Historia
Pierwsze wzmianki o Tønder pojawiły się w zapiskach arabskiego geografa Al-Idrisiego w 1130 roku pod nazwą Tundira. W 1243 roku Tønder uzyskało lubeckie prawa miejskie. Miasto było początkowo miastem portowym (o czym świadczy herb z trójżaglowym statkiem i niektóre nazwy ulic, np. Skibbrogade, Skibbroen), straciło jednak bezpośredni dostęp do morza w latach 50. XVI wieku podczas budowy systemu tam morskich. Powodem dla budowy tam były poważne powodzie z roku 1532 – poziom wody w miejskim kościele sięgał 1,8 m.
Rozwój miasta postępował dzięki handlowi z północnymi Niemcami oraz Holandią. Rozwijało się również koronkarstwo - pod koniec XVI wieku miasto stało się centrum tego rzemiosła w Danii. 

## Kultura
W mieście znajduje się muzeum kultury - Kulturhistorie Tønder (wcześniej Tønder Museum). W 1972 roku założono Muzeum Sztuki w Tønder, prezentujące zwiedzającym szeroką kolekcję dzieł sztuki głównie współczesnych duńskich artystów. Obie placówki są częścią Museum Sønderjylland.
Tønder znane jest z charakterystycznej formy koronek klockowych, zwanych tønderkniplinger (koronki z Tønder). Co trzy lata organizowany jest w mieście festiwal koronkarski, który przyciąga turystów z całego świata.

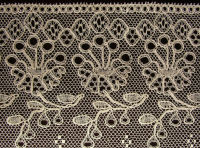
Wzór koronki klockowej z Tønder

Z Tønder związani są m.in. skrzypek Siegfried Saloman, malarz Conrad Christian Bøhndel oraz słynny projektant mebli Hans Wegner.

### Zabytki i atrakcje turystyczne

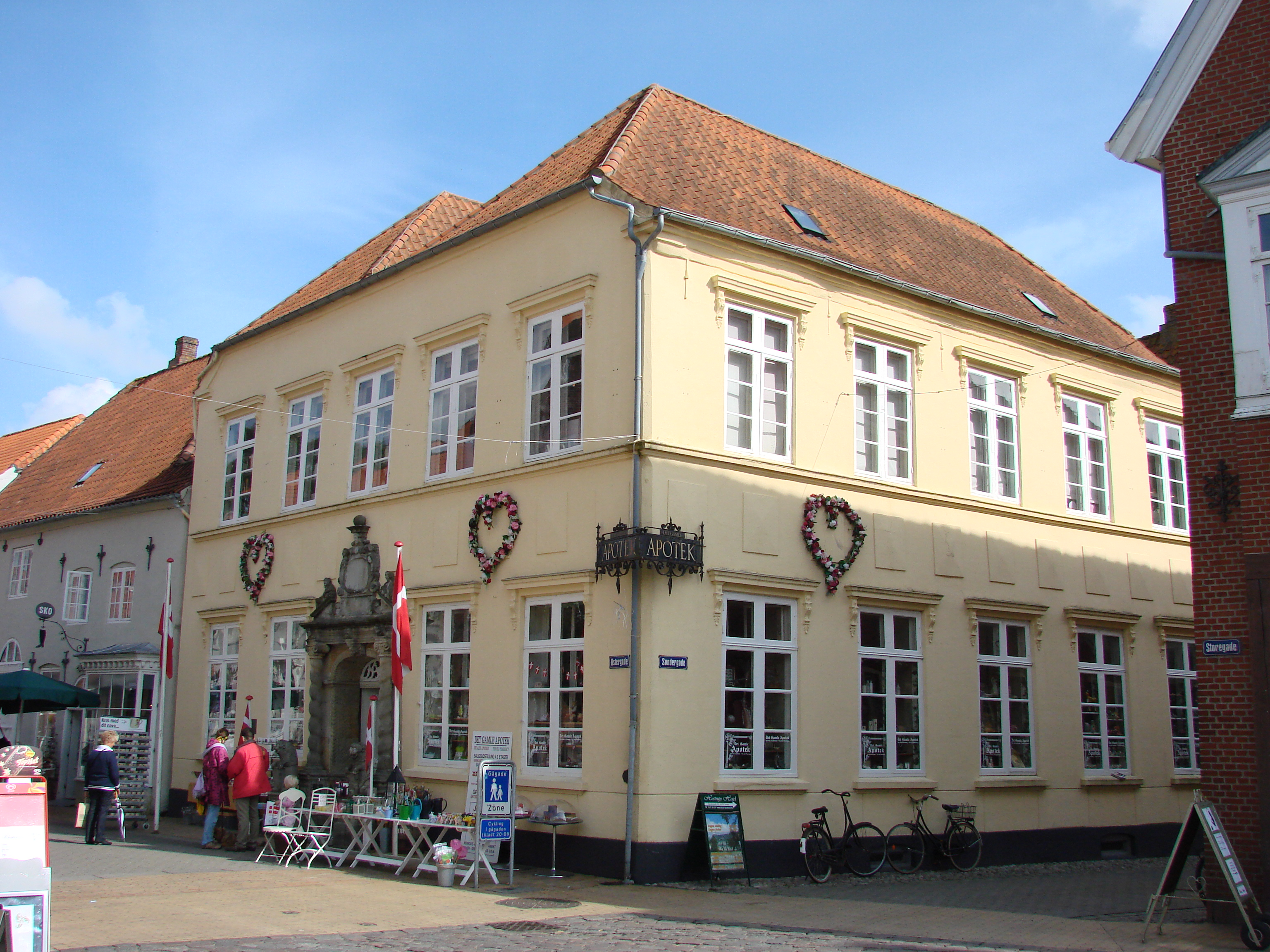
Stara apteka przy Østergade 1

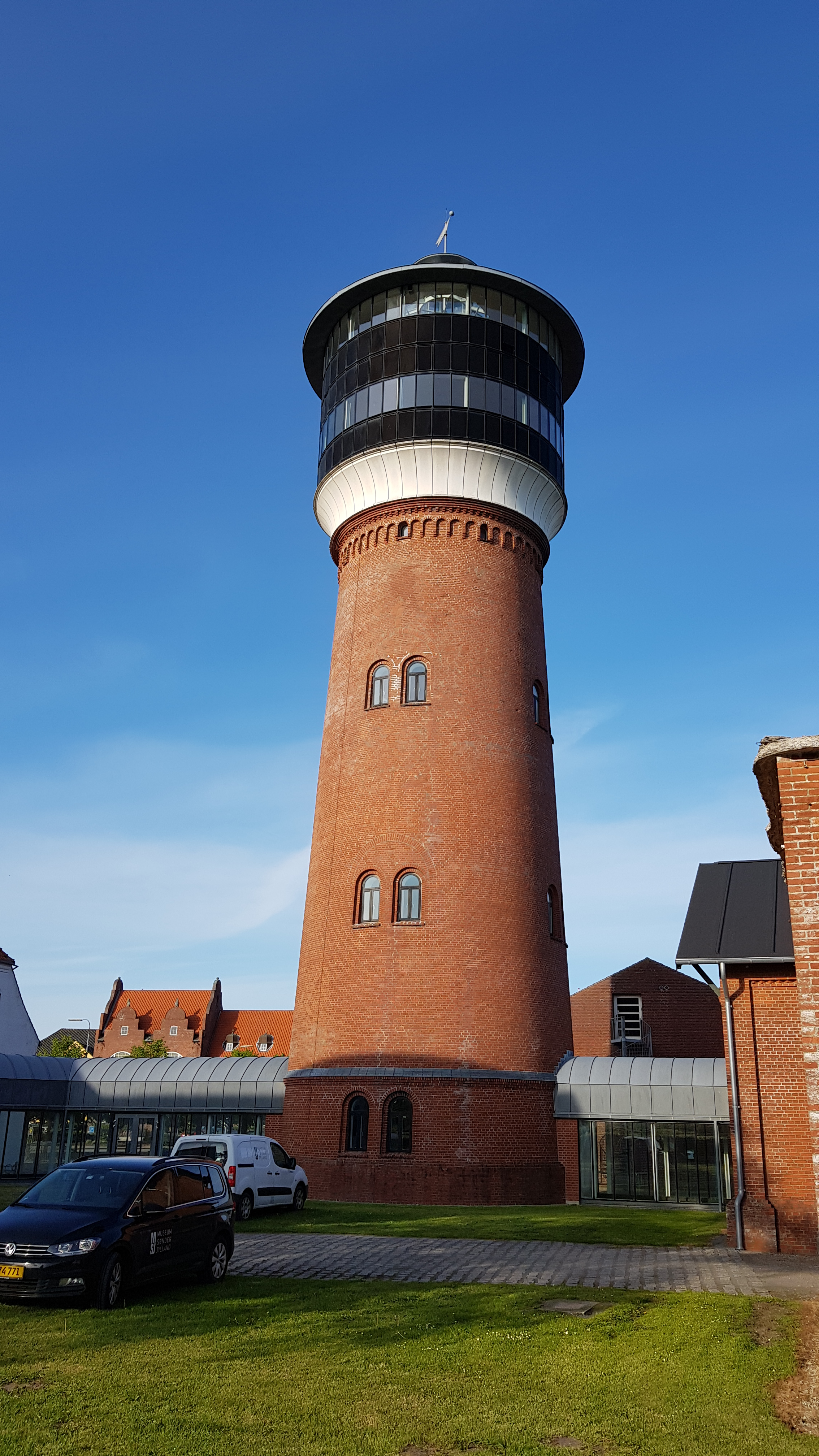
Wieża wodna z wystawą Wegnera

Tønder może pochwalić się zachowaną zabytkową architekturą, którą szczególnie można podziwiać przechadzając się po rynku (Torvet) oraz zabytkowymi uliczkami Vestergade i Ulgade.

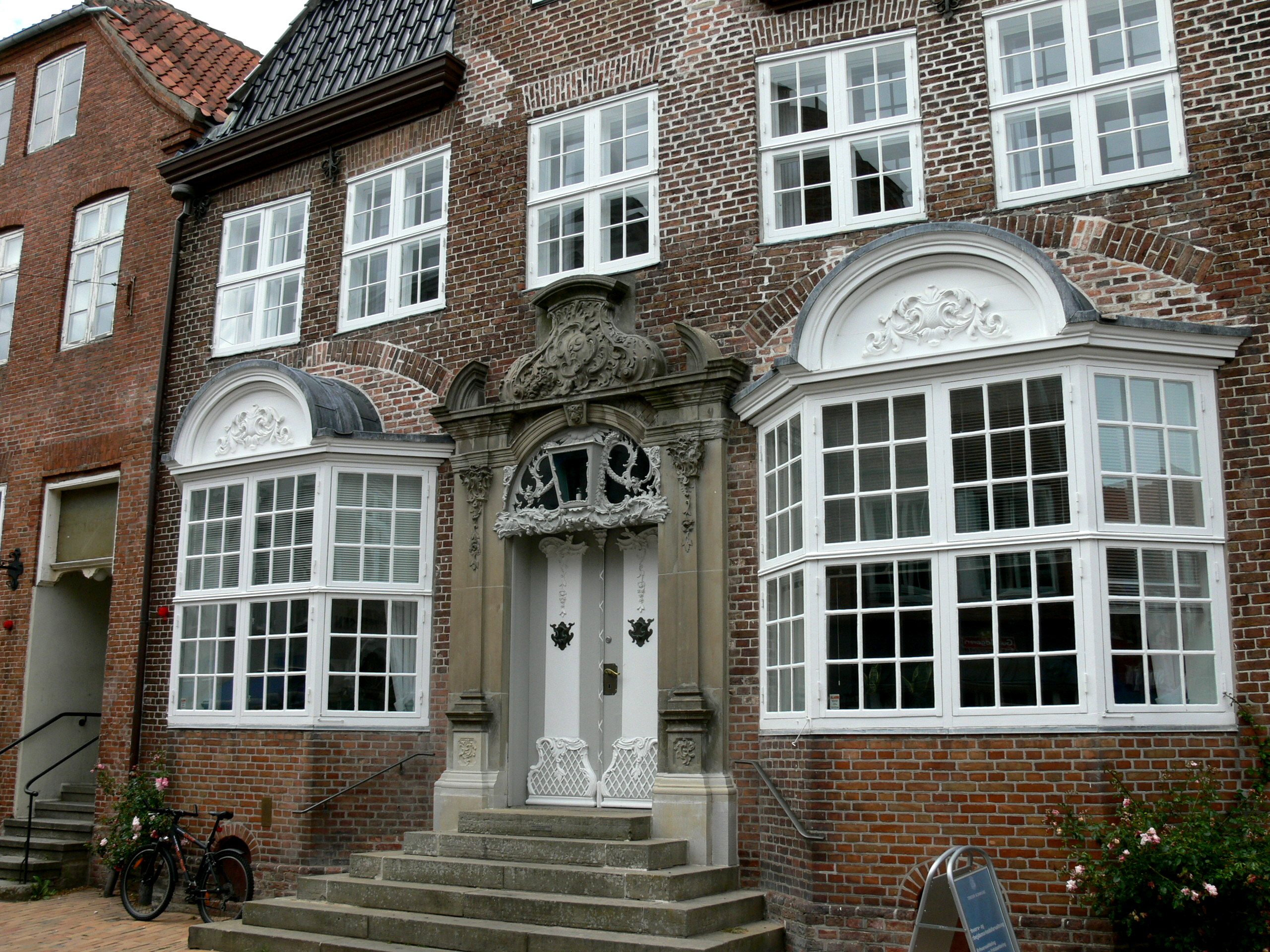
Kamienica przy Vestergade

Niektóre z atrakcji Tønder, wymienione na oficjalnej stronie miasta:
- Det Gamle Apotek[8] (Det Store Apotek) – „Stara apteka”, w której mieści się muzeum aptekarstwa. Wejście do budynku zdobi barokowy portal.
- Tønderhus
- Wieża wodna i wystawa Wegnera[9]
- Muzeum Zeppelinów
- Skulpturhaven - park rzeźb
- Ruiny zamku Trøjborg
- Muzeum Sztuki